# Oca empordanesa

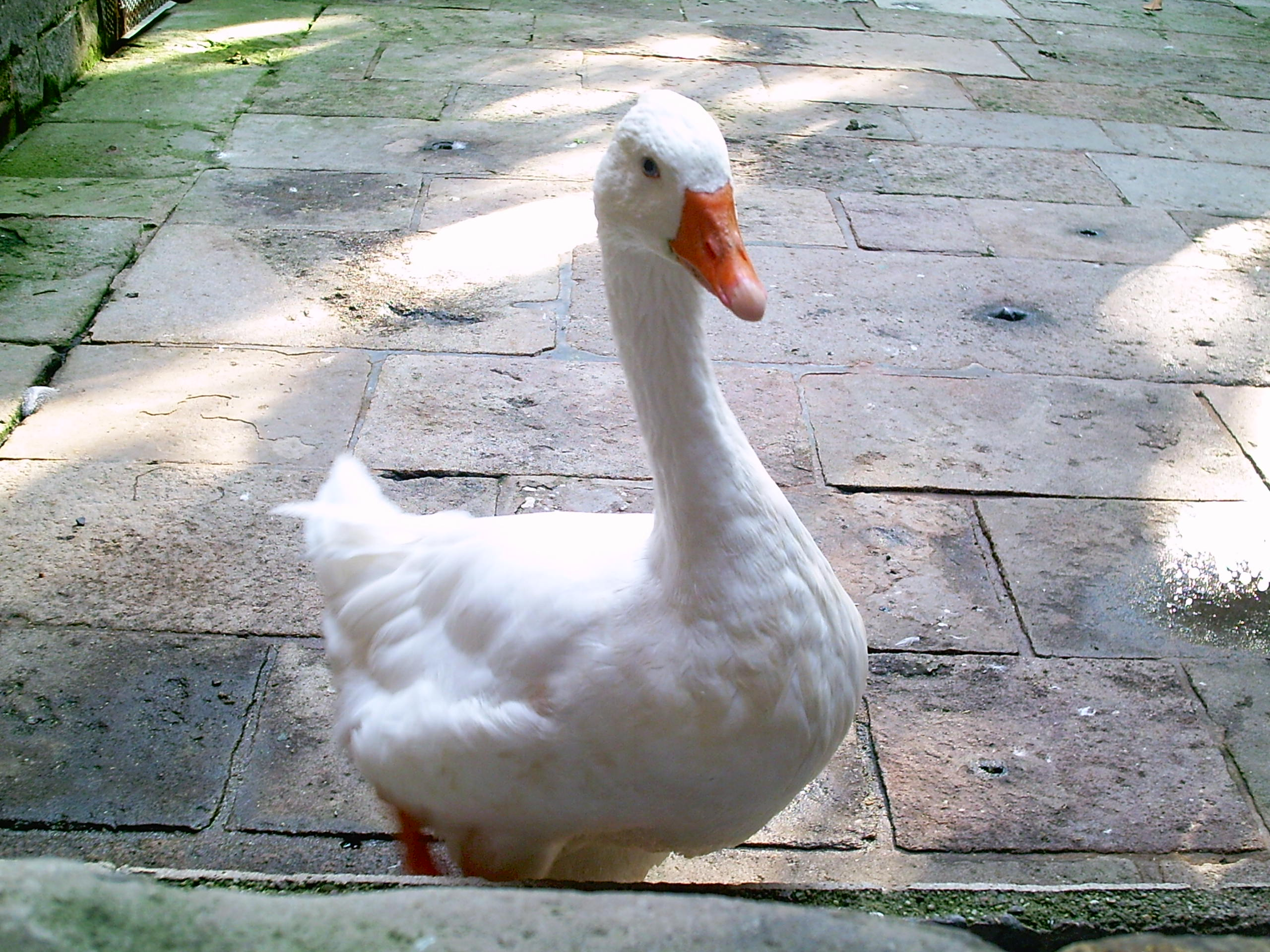
Oca empordanesa

L'oca empordanesa és la raça d'oca pròpia de Catalunya. El nom li prové de ser més comuna a l'àrea de l'Empordà.

## Història
L'origen deu ser el mateix que el de la resta de races que tenen el seu origen a Europa i que serien poblacions europees salvatges de l'espècie Anser anser. La raça no és citada fins a finals del segle xix. És fàcil seguir-li el rastre perquè és l'única del món que presenta una protuberància (castanya) al cap. En aquells temps s'anomenaven oques del país i oques blanques, essent molt populars tant a Girona com a Barcelona. Fou però al segle xx quan es va establir l'estàndard actual de cria.
Havia estat molt criada per a la carn i la posta, però tot i mantenir uns nivells acceptables actualment es fa créixer més perquè faci companyia. És un animal molt territorial, agressiu amb els estranys (no amb el pagès) i que per tant pot fer les funcions d'un gos vigilant una masia però amb menys costos de manteniment.
Actualment queden unes 170 parelles però hi ha interès en què el seu nombre segueixi creixent i el perill de l'extinció es va allunyant a poc a poc. A França i Alemanya ha estat inclòs dintre dels llibres de patrons avícoles.
Tot i haver-hi un nombre tan reduït el seu arquetip d'oca amb castanya al cap és el més conegut pels catalans per què és la raça d'oques que sempre hi ha al claustre de la Catedral de Barcelona.
Actualment està classificada com a Raça autòctona en perill d'extinció en el Catálogo Oficial de Razas de Ganado de España recollit a l'annex I del Reial decret 2129/2008 del Ministeri d'Agricultura, Alimentació i Medi Ambient.

## Característiques

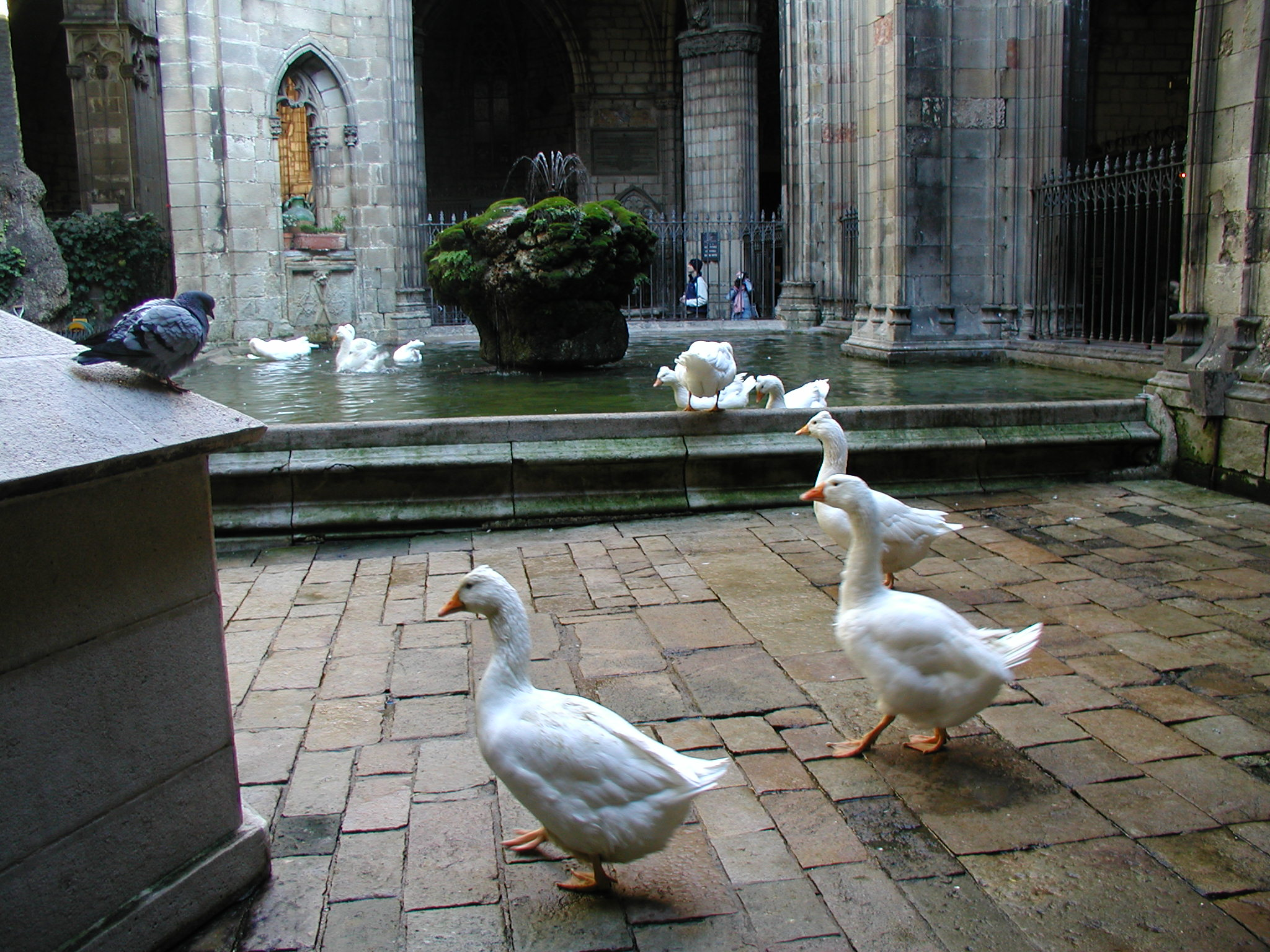
Grup d'oques empordaneses al claustre de la Catedral de Barcelona

- Estructura esvelta i gran volum de plomatge.
- Plomam absolutament de color blanc.
- Ulls de color blau cel.
- Bec de color carabassa.
- Potes de color rosat.
- Protuberància al cap (castanya) única d'aquesta raça en tota l'espècie.
- Talla mitjana.
- Postes d'uns 65 ous l'any d'uns 140 grams el primer any i quasi dos-cents la resta d'anys.
- Postes entre el gener i el maig i durant els deu primers anys de vida.
- Pes d'uns 5,5 kg les femelles i uns 6 kg els mascles.
- Coll llarg i prim sense papada.
- Bosses abdominals molt desenvolupades.
- Pot pasturar en comptes de prendre herba.